# Famille Koirala
Pour les articles homonymes, voir Koirala.
La famille Koirala est une famille importante dans les milieux politiques du Népal, depuis la création du parti dit Congrès népalais, en 1946.
Elle a notamment donné trois Premiers ministres au pays.
```
Krishna Prasad Koirala
x N***
│
├──> 
Matrika Prasad Koirala
 (1912-1997),
│    Premier ministre (1951-1952, puis 1953-1955)
│    x Manju Pokhrel
│    │
│    └──> 
Kamal Prasad Koirala

│         ancien député du 
Parti communiste du Népal (marxiste-léniniste unifié)

│
│
├──> 
Bishweshwar Prasad Koirala
 (1914-1982)
│    Premier ministre (1959-1960)
│    x Sushila N*** († 2007)
│    │
│    ├──> 
Prakash Koirala

│    │    ancien député du Congrès népalais, ministre du roi Gyanendra en 2005-2006,
│    │    exclu du Congrès népalais, membre du 
Congrès népalais (nationaliste)

│    │    x N***
│    │    │
│    │    └──> 
Manisha Koirala
, actrice
│    │
│    └──> 
Shashanka Koirala
 (né vers 1957)
│         ancien ophtalmologue, entré en politique en 2005
│         député du 
Congrès népalais
 depuis le 
10 avril 2008

│
└──> 
Girija Prasad Koirala
 (1925-2010)
     Premier ministre (1991-1994, puis 1998-1999, 2000-2001, 2006-2008)
     x Sushma N***, décédée
     │
     └──> 
Sujata Koirala

          membre du comité central du 
Congrès népalais

          ministre sans portefeuille (depuis le 
10 janvier 2008
)
```

L'Assemblée constituante élue le 10 avril 2008 comporte, outre Girija Prasad Koirala et son neveu Shashanka, un troisième député de ce nom : Navraj Koirala, 43 ans, député (proportionnelle) du Parti des travailleurs et des paysans du Népal, dont l'éventuel lien de parenté avec cette famille n'est pas connu.
Par ailleurs, l'un des cousins (à un degré non précisé) de Girija Prasad Koirala, Sushil Koirala, est président exécutif du Congrès népalais, à partir du 25 septembre 2007 et Premier ministre du 11 février 2014 au 12 octobre 2015.